# Port Fòrum Barcelona
El Port Fòrum Barcelona és un port marítim de caràcter esportiu, situat al parc del Fòrum, que es va construir per al Fòrum Universal de les Cultures 2004. Es troba entre els límits municipals de Sant Adrià de Besòs i Barcelona.